# Ambasadorowie Wielkiej Brytanii w Niemczech
Przed zjednoczeniem Niemiec w roku 1870 Wielka Brytania wysyłała swych przedstawicieli do poszczególnych państw, które utworzyły później Rzeszę Niemiecką.

## Wysłannicy i posłowie brytyjscy do Niemiec

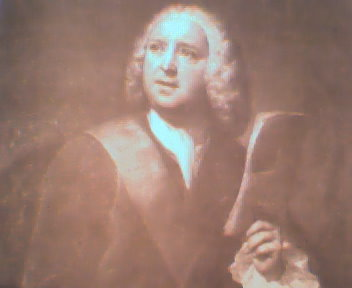
Charles Hanbury Williams
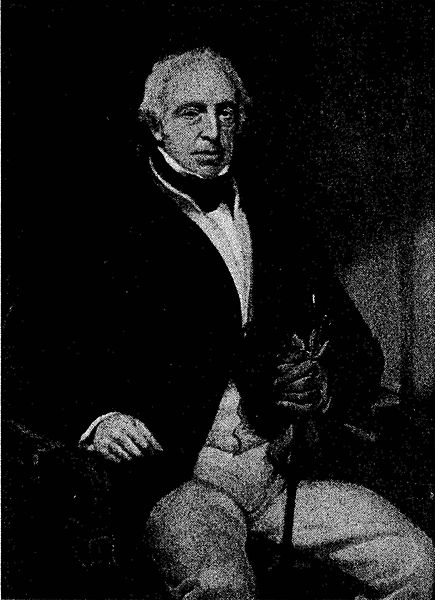
Hugh Elliot

### Saksonia–Drezno
- 1703–1706 Richard Hill of Hawkstone
- 1709–1710 John Dalrymple, 2. hrabia Stair
- 1715 James Vernon (zm. 1756)
- 1747–1750 Charles Hanbury Williams
- 1769–1771 Robert Murray Keith
- 1782–1791 Morton Eden, 1. baron Henley
- 1792–1802 Hugh Elliot
- 1803–1806 Henry Watkin Williams Wynn[1]
- 1806–1816 zerwanie stosunków dyplomatycznych
- 1816–1825 John Philip Morier
- 1825–1828 George William Chad
- 1828–1832 Edward Michael Ward
- 1833–1859 Francis Reginald Forbes
- 1859–1866 Charles Augustus Murray
- 1867–1874 Joseph Hume Burnley
- 1875–1897 George Strachey
- 1897–1901 Alexander Condie Stephen
- 1901–1907 Hugh Gough
- 1907–1909 Mansfeldt de Cardonnel Findlay
- 1909–1913 Evelyn Mountstuart Grant Duff
- 1913–1914 wakat[2].

### Bawaria–Monachium
- 1726–1727 Isaac Leheup
- 1746–1747 Onslow Burrish
- 1757 Onslow Burrish
- 1764–1769 Fulke Greville[3]
- 1769–1774 Lewis De Visme[3]
- 1773–1776 Hugh Elliot
- 1776–1779 Morton Eden, 1. baron Henley
- 1780–1783 John Hampden-Trevor
- 1784–1796 Thomas Walpole
- 1794–1798 Richard Shepherd
- 1798–1799 Arthur Paget
- 1799–1805 Francis Drake
- 1814–1815 Georges Henry Rose
- 1815  Lionel Charles Hervey
- 1815–1820 Frederick Lamb
- 1820–1828 Brook Taylor
- 1827–1828 Robert Gordon
- 1828–1843 David Erskine
- 1843–1862 John Ralph Milbanke-Huskisson
- 1863–1866 Augustus Loftus
- 1866–1872 Henry Francis Howard
- 1872–1876 Robert Morier
- 1877–1881 Edward Stanton
- 1882–1885 Hugh Guio McDonell
- 1885–1903 Victor Arthur Wellington Drummond
- 1903–1906 Reginald Tower
- 1906–1908 Fairfax Cartwright
- 1908–1909 Horace Rumbold
- 1910–1914 Vincent Edwin Henry Corbett

### Elektorat Hanoweru–Hanower
- 1694–1703 James Cresset
- 1703 Charles Finch, hrabia Winchilsea
- 1705–1709 Emanuel Scrope Howe
- 1709–1714 Isaac de Alais
- 1714 Edward Hyde, 3. hrabia Clarendon
- 1714 Henry Paget, hrabia Uxbridge

### Księstwo Palatynatu
- 1719–1720 James Haldane[4]
- 1796 William Eliot, 2. hrabia St Germans[5]

### KsięstwoMeklemburgia-Strelitz
- 1761 Simon Harcourt
- 1805 Edward Thornton

### Księstwo Wolfenbüttel
- 1698–1703 James Cresset

### MiastoHamburg
- 1702–1714 John Wich (jego sekretarzem w 1706 roku został Johann Mattheson)
- 1702–1714 John Wich
- 1714–1741 Cyril Wyche
- 1741–1756 James Cope
- 1757–1763 Philip Stanhope
- 1762–1763 Robert Colebrooke
- 1763–1772 Ralph Woodford
- 1772–1790 Emanuel Mathias
- 1790–1798 Charles Henry Fraser
- 1798–1803 James Crauford
- 1803–1805 George Rumbold
- 1805–1807 Edward Thornton
- 1806–1813 okupacja francuska
- 1813–1820 Alexander Cockburn
- 1820–1823 Joseph Charles Mellish
- 1837–1841 Henry Canning
- 1841–1862 George Floyd Hodges
- 1862–1870 John Ward[6]

### Święte Cesarstwo Rzymskie
- 1707–1709 Philip Meadows
- 1707–1708 Francis Palmes
- 1709–1711 Francis Palmes
- 1710–1711 Charles Mordaunt (3. hrabia Peterborough)
- 1711–1714 Simon Clement
- 1711 Charles Whitworth
- 1714 James Stanhope (1. hrabia Stanhope)
- 1714–1715 Richard Temple
- 1715 George Carpenter (nie akredytowany)
- 1715–1716 Luke Schaub
- 1715–1718 Abraham Stanyan
- 1718–1723 Robert Sutton
- 1718 Luke Schaub
- 1718–1727 François-Louis de Pesmes de Saint-Saphorin
- 1719–1720 William Cadogan
- 1721 Charles Churchill
- 1721 Francis Colman
- 1724–1725 Charles Harrison
- 1726–1727 George Woodward
- 1727–1730 James Waldegrave
- 1730–1748 Thomas Robinson
- 1742–1747 James Porter
- 1742–1743 Thomas Villiers
- 1748–1757 Robert Murray Keith
- 1752 John Carmichael
- 1757–1763 Wojna siedmioletnia
- 1799 Gilbert Elliot-Murray-Kynynmound

### posłowie przy sejmie Rzeszy
- 1724–1725 Edward Finch (Ratyzbona)
- 1763 Philip Stanhope (4. hrabia Chesterfield)
- 1763 James Porter[3]
- 1764–1765 William Gordon[3]
- 1765 Fulke Greville[3]
- 1769 Lewis de Visme[3]
- 1773 Hugh Elliot Lord Henley
- 1776 Morton Eden
- 1777 Alleyne Fitzherbert
- 1779 Richard Oakes
- 1780 John Trevor
- 1783 George Byng
- 1783 Robert Viscount Galway
- 1792 Thomas Earl of Elgin
- 1796 William Eliot, 2. hrabia St Germans (Ratyzbona)
- 1799 Francis Drake

### Związek Niemiecki
- 1817–1824 Frederick Lamb
- 1824–1827 Frederick Cathcart[7]
  - 1826–1828 John Ralph Milbanke Chargé d’affaires
- 1828–1829 Henry Addington[8]
- 1829–1830 George Chad[9]
- 1830–1838 Thomas Cartwright[10]
- 1838 Henry Fox[11]
- 1838–1839 Ralph Abercromby[12]
- 1840–1848 William Fox-Strangways[13]
- 1848–1852 Henry Wellesley[14]
- 1852–1866 Alexander Malet[15]

### Związek Północnoniemiecki
- 1868–1871 Augustus Loftus[16]

### Niemcy Zjednoczone
- 1871–1874 Odo Russell, 1. baron Ampthill[17]
- 1884–1895 Edward Malet[18]
- 1895–1908 sir Frank Lascelles[19]
- 1908–1914 sir Edward Goschen[20]
- I wojna światowa
- 1919 Gordon Macready misja wojskowa
- 1919–1921 Neill Malcolm misja wojskowa
- 1920 Victor Hay Chargé d’Affaires
- 1920–1926 Edgar Vincent D’Abernon
- 1926–1928 sir Ronald Lindsay
- 1928–1933 Horace Rumbold, 9. baronet Rumbold
- 1933–1937 sir Eric Phipps
- 1937–1939 sir Nevile Meyrick Henderson
- II wojna światowa

Po II wojnie światowej władzę w Niemczech sprawowała Sojusznicza Rada Kontroli.

### Republika Federalna Niemiec

#### Wysocy Komisarze
- 1949–1950 Brian Robertson
- 1950–1953 Ivone Kirkpatrick
- 1953–1955 Frederick Millar

#### Ambasadorowie
- 1955–1956 Frederick Millar
- 1957–1962 Christopher Steel
- 1962–1968 Frank Roberts
- 1968–1972 Roger Jackling
- 1972–1975 Nicholas Henderson
- 1975–1981 Oliver Wright
- 1981–1984 Jock Taylor
- 1984–1988 Julian Bullard
- 1988–1993 Christopher Mallaby
- 1993–1997 Nigel Broomfield
- 1997 Christopher Meyer
- 1997–2003 Paul Lever
- 2003–2007 Peter Torr
- 2007–2010 Michael Arthur
- 2010–2015 Simon McDonald
- 2015- Sebastian Wood

### Niemiecka Republika Demokratyczna
- 1974–1976 Curtis Keeble
- 1976–1978 Percy Craddock
- 1978–1981 Peter Martin Foster
- 1981–1984 Peter Maxey
- 1984–1988 Timothy Everard
- 1988–1990 Nigel Broomfield
- 1990 Patrick Eyers